# Bernard (Bischof, Ragusa)
Bernard († vor 26. Mai 1214) war ein Geistlicher, der von 1189 bis offiziell 1202 Erzbischof von Ragusa in Dalmatien war. Von 1200 bis 1214 war er Bischof der englischen Diözese Carlisle.

## Erzbischof von Ragusa und Übersiedlung nach England
Die Herkunft von Bernard ist ungeklärt. Möglicherweise stammte er aus Italien oder aus Dalmatien. Erstmals erwähnt wird er am 19. November 1189, als er in Rom zum Erzbischof von Ragusa geweiht wurde. Dort konnte er jedoch seine Herrschaft nicht durchsetzen, so dass er um 1194 aus Ragusa fliehen musste. Aus Angst um sein Leben weigerte er sich trotz Drängen von Papst Coelestin III. zurückzukehren. Wo er sich in den nächsten Jahren aufhielt, ist nicht gesichert. Anscheinend kam er jedoch mit dem englischen König Richard I. in Kontakt, so dass er vor 1198 nach England kam. Im Mai 1199 gehörte er zu den Prälaten und Magnaten, die in London den neuen König Johann Ohneland empfingen. Auch bei der Krönung Johanns am 27. Mai in Westminster Abbey war er anwesend. Der König beauftragte ihn wenig später, Savaric zum Bischof von Bath zu weihen. Anschließend war Bernard, der als Erzbischof von Slavonia bezeichnet wurde, offensichtlich weiter im Dienst des Königs. Im November 1200 war er in Lincoln, wo der schottische König Wilhelm I. dem englischen König für seine Besitzungen in England huldigte. Danach nahm er an der Beisetzung von Bischof Hugo von Lincoln teil. Obwohl Bernard offiziell immer noch Erzbischof von Ragusa war, sorgte der König dafür, dass er Ende Juni 1200 neuer Bischof der seit 1156 oder 1157 vakanten Diözese Carlisle wurde. Sein dortiges Amt nahm Bernard jedoch zunächst nicht wahr, sondern bezog nur die geringen Einkünfte, die ihm als Bischof zustanden. Stattdessen diente er als Vertreter und quasi als Suffraganbischof für Erzbischof Geoffrey von York, einem Halbbruder des Königs. 

## Bischof von Carlisle
Der neue Papst Innozenz III. hatte zunächst noch gehofft, dass Bernard nach Ragusa zurückkehren würde. Im Frühjahr 1202 erlaubte er schließlich dem Kathedralkapitel von Ragusa, einen neuen Erzbischof zu wählen. Anschließend bereitete er die Übernahme der Diözese Carlisle durch Bernard vor. Am 14. Mai 1203 informierte er Erzbischof Geoffrey, dass Bernard als Bischof von Carlisle handeln dürfe. Da Bernard jedoch ebenfalls den Rang eines Erzbischofs hatte, musste er Geoffrey als Metropoliten Gehorsam versprechen, um so einen möglichen Streit der beiden Erzbischöfe über ihren Rang zu verhindern. Am 15. Mai 1203 bat der Papst den König förmlich um die Übergabe der Diözese an Bernard, dem am 10. Januar 1204 offiziell die Temporalien übergeben wurden. Für eine formelle Wahl Bernards durch das Kathedralkapitel von Carlisle gibt es zwar keinen Nachweis, doch anscheinend übernahm Bernard anschließend die Verwaltung der Diözese, wie 36 erhaltene Urkunden belegen. Daneben unterstützte Bernard weiterhin Erzbischof Geoffrey. Als weiterhin armer Bischof hatte Bernard offenbar keinen eigenen Bischofspalast, sondern musste bei seinen Aufenthalten in Carlisle im Kathedralpriorat wohnen. Der König schätzte Bernard als Gegengewicht zu den Baronen Nordwestenglands. Deshalb unterstützte er Bernard 1205 und 1206 finanziell mit je 20 Mark, ehe er ihm am 15. Oktober 1207 lebenslang jährlich die Zahlung der gleichen Summe gewährte. Nachdem über England das Interdikt verhängt worden war, blieb Bernard anscheinend als einer der wenigen englischen Bischöfe in seiner Diözese, auch nachdem Ende 1209 der König exkommuniziert worden war. 
Unterstützt wurde Bernard von wenigen Beamten und dem einzigen Archidiakon der Diözese, der bereits während der Vakanz der Diözese diese verwaltet hatte. Der Archidiakon, die Beamten und die Dekane der Diözese stammten offensichtlich aus Nordwestengland. Dies und die erhaltenen Akten zeigen, dass sich Bernard wie andere englische Bischöfe seiner Zeit angemessen um seine Diözese kümmerte. Bernards genaues Todesdatum ist unbekannt. Am 26. Mai 1214 wurde der Prior von Carlisle mit der Verwaltung der Diözese betraut, die am 8. Juli als vakant galt. Demnach ist Bernard wohl Anfang des Jahres gestorben.